# Крајпуташ у Бершићима
Крајпуташ у Бершићима (Општина Горњи Милановац) налази се на регионалном путу Горњи Милановац–Прањани, у подножју „осећанских кривина”.

## Историјат
Не зна се коме је споменик подигнут. По локалном предању, на овом месту је убијен Вељко Јаковљевић Галичевац, политичар и проевропски оријентисан народни посланик Кнежевине Србије који се залагао за замену турских мерних јединица европским.

## Опис споменика
Масиван крајпуташ од грубо отесан од локалног камена. Накривљен је уназад, ослоњен на стабло. Облика је латинског крста. Камен је патинирао и делом прекривен лишајем и маховином.

## Натпис
На споменику нема натписа, ни других ликовних представа. Назире се само година 1886.